# Teixeira (Seia)
Teixeira es una freguesia portuguesa del concelho de Seia, con 12,88 km² de superficie y 233 habitantes (2001). Su densidad de población es de 18,1 hab/km².